# Thành Thái
Thành Thái, född 1879, död 1954, Vietnams kejsare, 1889-1907. Han var son till kejsare Dục Đức. Han hade ingen egentlig makt men försökte på olika sätt göra ett symboliskt motstånd, men när han sökte kontakt med motståndsrörelsen i Kina avsattes han och skickades av fransmännen i exil till Réunion 1907. Han återvände till Vietnam 1947.